# Méz és lóhere
A Méz és lóhere (ハチミツとクローバー; Hacsimicu to kuróbá; Hepburn: Hachimitsu to kurōbā; Honey and Clover) japán sódzso mangasorozat, amelynek írója és rajzolója Umino Csika. Úgy is ismert, mint Hacsikuro (ハチクロ) és H&C. A mangát a Shueisha publikálta, először folytatásos formában 2000 júniusától 2006 júliusáig a Cutie Comic, a Young You, és a Chorus című magazinokban, majd tíz tankóbon kötetben összegyűjtve. A sorozat egy csoport művészeti iskolás diák életét mutatja be. A manga 2003-ban elnyerte a 27. Kodansha manga-díjat „sódzso” kategóriában.
A mangából animesorozat is készült a J.C.Staff gyártásában, amelyet a Fuji TV vetített két évadra bontva, 2005 áprilistól szeptemberig, illetve 2006 júniustól szeptemberig. 2006. július 22-én került a japán mozikba a sorozat élőszereplős filmváltozata. Továbbá egy japán és egy tajvani televíziós sorozat is készült belőle. A japánt a Fuji TV vetítette 2008-ban, a tajvanit pedig a CTS, szintén 2008-ban.
Magyarországon az animét és a japán élőszereplős sorozatot az Animax sugározta.

## Cselekmény
Takemoto Júta immáron egy éve tanulója egy tokiói művészeti egyetemnek. Egy albérletben lakik két idősebb egyetemista társával, a magabiztos Majamával és a különc Moritával.
Tanáruk és jó barátjuk, Hanamoto Súdzsi egy nap különös szerzettel állít be az egyetemre: vidékről érkezett unokahúgával, a pöttöm és körülbelül 12 évesnek kinéző Hagumival, akinek érkezése merőben új színt visz környezete életébe. Tavasz lévén Takemoto szinte első látásra fülig szerelmes lesz, de úgy tűnik, ezzel nincs teljesen egyedül. Haguról hamar kiderül, hogy félelmetesen tehetséges és bár mindenki csodálattal figyeli ténykedését, a lány kezdetben mégis nagyon visszahúzódó.
A baráti kör tagja továbbá még Jamada is , egy kedves, csinos és végtelenül naiv lány, aki szerelmes Majamába, de érzései sajnos nem találnak viszonzásra.
Ennek a hat embernek az életéből ragad ki és mesél el egy rövid időszakot az anime.

## Szereplők
Takemoto Júta (竹本 祐太; Hepburn-átírással Takemoto Yūta)
Szinkronhangok: Kamija Hirosi (anime, japán), Előd Botond (anime, magyar)
Színészek:Szakurai Só (film), Ikuta Toma (japán sorozat)
Másodéves tanuló egy művészeti egyetemen, az anime kezdetén 19 éves. Egy albérletben él Majamával és Moritával. Ő áll az anime középpontjában, gyakran a narrátor szerepet is ő tölti be. Azonnal beleszeret Haguba, miután a professzora bemutatja neki, de az anime nagy részében magában tartja érzéseit. A sorozat elején még megkérdőjelezi, hogy valóban a művészet-e a hivatása, de a történetben előrehaladva egyre magabiztosabb lesz.
Hanamoto Hagumi (花本 はぐみ; Hepburn-átírással Hanamoto Hagumi)
Szinkronhangok: Kudó Haruka (anime, japán), Simonyi Piroska (anime, magyar)
Színészek: Aoi Jú (film), Narumi Riko( japán sorozat)
A sorozat kezdetekor egy 18 éves, első éves művészeti egyetemista.  A külseje és a viselkedése alapján, jóval fiatalabb az igazi koránál.  Ennek ellenére nagyon tehetséges művész, műveit a neves szakemberek is elismerik. Szerény és félénk, a különös tehetsége miatt sokan furcsának tartják.
Morita Sinobu (森田 忍; Hepburn-átírással Morita Shinobu)
Szinkronhangok: Ueda Júdzsi (anime, japán), Bodrogi Attila (anime, magyar)
Színészek: Iszeja Júszuke (film), Narimija Hiroki (japán sorozat)
Egy 24 éves, hatodéves diák a művészeti egyetemen.  Morita öregdiákként van ábrázolva az animében, folyamatos hiányzásai miatt képtelen lediplomázni. Ez elsősorban rejtélyes munkáinak köszönhető, melyek során napokra eltűnik, majd miután visszajön, még átaludja az egész napot. Figyelmes személyiség, aki törődik a barátaival, azonban sokszor tapintatlanul fejezi ki magát.
Majama Takumi (真山 巧; Hepburn-átírással Mayama Takumi)
Szinkronhangok: Szugita Tomokazu (anime, japán) Fekete Zoltán (anime, magyar)
Színészek:Kasze Rjó (film), Mukai Oszamu (japán sorozat)
Negyedéves tanuló a művészeti iskolában, a sorozat kezdetekor 22 éves. Kezdetben segédként dolgozik a Harada Design nevű cégnél, mely során beleszeret a cég igazgatójába, Harada Rikába. Annak ellenére, hogy tisztában van Jamada érzéseivel, csak barátjának tekinti a lányt.
Jamada Ajumi (山田 あゆみ; Hepburn-átírással Yamada Ayumi)
Szinkronhangok: Takahasi Mikako (anime, japán), Mezei Kitty (anime, magyar)
Színészek: Szeki Megumi (film), Harada Natcuki (japán sorozat)
Harmadéves tanuló a művészeti iskolában, a sorozat kezdetekor 21 éves. Népszerű a fiúk körében. Nagyon közeli barátok lesznek Haguval. Szerelmes Majamába, azonban ez csak egyoldalú szerelem.

## Médiamegjelenések

### Manga
A Méz és lóhere mangát Umino Csika írta és rajzolta, és a Shueisha publikálta. Az első 14 fejezet
a Cutie Comic című dzsoszei manga magazinban jelent meg 2000 júniusától 2001 júliusáig, majd a sorozat átköltözött a Young You című magazinhoz. Azonban a magazin 2005-ös megszűnése után, a sorozat a Chorus-ban folytatódott, ahol 2006 júliusáig futott. A 64 fejezet tíz tankóbon kötetben összegyűjtve is megjelent, sőt 2007 májusában a tíz kötet egy díszdobozos kiadásban is megvásárolhatóvá vált.
A manga kiadásának jogait a Viz Media birtokolja Észak-Amerikában, melynek sorozatos kiadását a Shojo Beat magazin kezdete meg 2007 augusztusában. A kiadás jogaival rendelkezik még Franciaországban a Kana, Németországban a Tokyopop és Thaiföldön a Bongkoch Comics.

### Anime
A 38 részes anime adaptációt a J.C.Staff rendezte, és  két évadra bontva a Fuji TV vetítette. A 24 részből álló első évadot Kaszai Kenicshi rendezte, amelyet 2005. április 14-től 2005. szeptember 29-ig vetítettek. A 12 részes második évadot Nagai Tacujuki rendezte, amelyet 2006. június 29-től 2006. szeptember 14-ig vetítettek.
Magyarországon az animeadaptációt  Méz és lóhere címen az Animax vetítette magyar szinkronnal 2008-ban.
Készítők
- Rendező: Kaszai Kenicsi, Nagai Tacujuki (második évad)
- Forgatókönyv: Kuroda Jószuke
- Karakterdesign: Simamura Súicsi
- Zene: Hajasi Juzo, DEPAPEPE (második évad)
- Opening videó: Noda Nagi (1-12. rész), Kodama Juicsi (13-24. rész)
- Producer: GENCO

### Film
A sorozat mozifilm adaptációját Takada Maszahiro rendezte, saját és Kavahara Maszahiko forgatókönyve alapján. A főszerepben Szakurai Só, mint Takemoto, Aoi Jú, mint Hagu, Iszeja Júszuke, mint Morita, Kasze Rjó, mint Majama és Szeki Megumi, mint Ajumi látható. A japán mozik 2006. július 22-én mutatták be először. A film DVD megjelenése 2007. január 12-e volt.
Készítők
- Rendező: Takada Maszahiro
- Forgatókönyv: Kavahara Maszahiko, Takada Maszahiro
- Zene: Kanno Joko
- Fényképezte: Haszegava Kaidzsi
- Producerek: Ogava Sindzsi, Imamura Keiko, Tada Maho
- Világítás: Jamazaki Kimihiko

### Televíziós sorozat
A sorozat dorama adaptációjának premierje 2008. január 8-án volt. A 11 részes sorozatot a Fuji TV vetítette minden kedd este egészen 2008. március 18-ig. Sigeki Kaneko írta, Tanamura Maszaki és Macujama Hiroaki rendezte. A főszerepben Ikuta Toma, mint Takemoto, Narumi Riko, mint Hagumi, Naramija Hiroki, mint Morita, Mukai Oszamu, mint Majama és Harada Nacuki, mint Ajumi látható. DVD formában 2008. július 11-én került kiadásra.
Magyarországon a tv-sorozatot az Animax vetítette 2010 áprilisában, magyar szinkronnal, Méz és lóhere: Élőben címen.

## Fogadtatás
2003-ban a Méz és lóhere manga megnyerte a Kodansha Manga Award sódzso kategóriáját. Aoi Jú megnyerte a legjobb színész kategóriában a Yokohama Film Festivált, a Hanamoto Hagumi alakításáért.

## Fordítás
- Ez a szócikk részben vagy egészben  a   Honey and Clover című angol Wikipédia-szócikk ezen változatának fordításán alapul.  Az eredeti cikk szerkesztőit annak laptörténete sorolja fel. Ez a jelzés csupán a megfogalmazás eredetét és a szerzői jogokat jelzi, nem szolgál a cikkben szereplő információk forrásmegjelöléseként.